# Jastrzębiec siny
Jastrzębiec siny (Hieracium bifidum Kit. ex Hornem.) – gatunek rośliny z rodziny astrowatych. W Polsce jest gatunkiem rzadkim; rośnie w Karpatach, Sudetach i na Wyżynie Krakowsko-Częstochowskiej.

## Morfologia
ŁodygaNaga, do 35 cm wysokości.
LiścieLiście odziomkowe jajowate, sine, skórkowate, pokryte od spodu włoskami gwiazdkowatymi.
KwiatyZebrane w szare koszyczki długości około 10 mm, pokryte włoskami gwiazdkowatymi oraz prostymi. Ząbki kwiatowe nagie. Okrywa kulista lub jajowata. Łuski okrywy koszyczka ustawione dachówkowato w wielu szeregach. Puch kielichowy 2-rzędowy, złożony z nierównych włosków.
OwocNiełupka pozbawiona ząbków na szczycie, ucięta i opatrzona pierścieniowatym wałeczkiem.

## Biologia i ekologia
Bylina, hemikryptofit. Rośnie na skałach wapiennych. Kwitnie od maja do lipca. Gatunek charakterystyczny związku Seslerio-Festucion duriusculae i zespołu Carici sempervirentis-Festucetum tatrae.

## Zmienność
Gatunek zróżnicowany na bardzo liczne podgatunki:
- Hieracium bifidum subsp. basicuneatum (Zahn) Zahn
- Hieracium bifidum subsp. bifidum
- Hieracium bifidum subsp. canitiosum Zahn
- Hieracium bifidum subsp. cardiobasis Zahn
- Hieracium bifidum subsp. coriifolium (Arv.-Touv.) Zahn
- Hieracium bifidum subsp. dolomiticum (Willk.) Dalla Torre & Sarnth.
- Hieracium bifidum subsp. eriopodoides (Zahn) Zahn
- Hieracium bifidum subsp. erucoides (Arv.-Touv.) Zahn
- Hieracium bifidum subsp. hollei Gottschl.
- Hieracium bifidum subsp. kittaniae Greuter
- Hieracium bifidum subsp. laceridens (Zahn) Zahn
- Hieracium bifidum subsp. lepidum (Arv.-Touv.) Zahn
- Hieracium bifidum subsp. maculosiforme Schack & Zahn
- Hieracium bifidum subsp. maculosum (Dahlst.) Zahn
- Hieracium bifidum subsp. megalotomum (Zahn) Zahn
- Hieracium bifidum subsp. monobrachion (Degen & Zahn) Zahn
- Hieracium bifidum subsp. nicaeense Zahn
- Hieracium bifidum subsp. obscurisquamum (Zahn) Greuter
- Hieracium bifidum subsp. oreites (Arv.-Touv.) Zahn
- Hieracium bifidum subsp. oreitiforme (Zahn) Zahn
- Hieracium bifidum subsp. peltifolium (Arv.-Touv.) Zahn
- Hieracium bifidum subsp. prasinescens Zahn
- Hieracium bifidum subsp. psammogenes (Zahn) Zahn
- Hieracium bifidum subsp. pseudodollineri (Murr & Zahn) Zahn
- Hieracium bifidum subsp. pseudoligocephalum (Zahn) Zahn
- Hieracium bifidum subsp. pseudopraecox (Zahn) Dalla Torre & Sarnth.
- Hieracium bifidum subsp. pseudopsammogenes (Dalla Torre & Sarnth.) Zahn
- Hieracium bifidum subsp. pseudosemisilvaticum (Dalla Torre & Sarnth.) Zahn
- Hieracium bifidum subsp. saxigenum Wiesb.
- Hieracium bifidum subsp. scandinaviorum Zahn
- Hieracium bifidum subsp. scutatum (Arv.-Touv.) Zahn
- Hieracium bifidum subsp. senile (Arv.-Touv.) Zahn
- Hieracium bifidum subsp. seniliforme (Zahn) Zahn
- Hieracium bifidum subsp. sinuosifrons (Dahlst.) Zahn
- Hieracium bifidum subsp. subcaesiifloriforme (Zahn) Zahn
- Hieracium bifidum subsp. subcanescentiforme Kaeser
- Hieracium bifidum subsp. submolliceps Zahn
- Hieracium bifidum subsp. subsagittatum (Zahn) Zahn
- Hieracium bifidum subsp. subtenuiflorum (Zahn) Greuter
- Hieracium bifidum subsp. taraxacifolium Zahn
- Hieracium bifidum subsp. uriense Zahn
- Hieracium bifidum subsp. wallrothianum (Bornm. & Zahn) Greuter

## Ochrona
Roślina umieszczona na Czerwonej liście roślin i grzybów Polski (2006) w grupie roślin narażonych na wyginięcie na izolowanych stanowiskach, poza głównym obszarem występowania (kategoria zagrożenia: [V]).